# Pasiphilodes
Pasiphilodes là một chi bướm đêm thuộc họ Geometridae.

## Các loài
- Pasiphilodes automola
- Pasiphilodes chlorocampsis
- Pasiphilodes diaboeta
- Pasiphilodes diaschista
- Pasiphilodes eurystalides
- Pasiphilodes fractiscripta
- Pasiphilodes hypodela
- Pasiphilodes isophrica
- Pasiphilodes luteata
- Pasiphilodes nina
- Pasiphilodes regularis
- Pasiphilodes rubrifusa
- Pasiphilodes rufogrisea
- Pasiphilodes sayata
- Pasiphilodes subpalpata
- Pasiphilodes subtrita
- Pasiphilodes testulata
- Pasiphilodes viridescens